# سیارک ۲۰۳۷۶
سیارک ۲۰۳۷۶ (به انگلیسی: 20376 Joyhines، نامگذاری:1998KB44) بیست هزار و سیصد و هفتاد و ششمین سیارک کشف شده‌است که در ۲۲ مه ۱۹۹۸ کشف شد.
قدر مطلق سیارک برابر ۱۳.۵ است.